# Cyanotis grandidieri
Cyanotis grandidieri là một loài thực vật có hoa trong họ Commelinaceae. Loài này được H.Perrier mô tả khoa học đầu tiên năm 1936.